# Raionul Seredîna-Buda, Sumî
Seredîna-Buda (în ucraineană Середино-Будський район, transliterat: Seredîno-Budskîi raion) este un raion în regiunea Sumî, Ucraina. Reședința sa este orașul Seredîna-Buda.

## Demografie
Componența lingvistică a raionului Seredîna-Buda
     Rusă (79,11%)
     Ucraineană (20,75%)
     Alte limbi (0,05%)
Conform recensământului din 2001, majoritatea populației raionului Seredîna-Buda era vorbitoare de rusă (79,11%), existând în minoritate și vorbitori de ucraineană (20,75%).